# Laurence Iché
Laurence Iché   (Saint-Étienne, 9 d'abril de 1921 - Madrid, 9 de setembre de 2007) va ser una poetessa surrealista francesa, filla de l'escultor René Iché, membre del grup La Main à la Plume i esposa de Robert Rius i de Manuel Viola.
De ben jove i de la mà del seu pare (per qui posà com a model en nombroses ocasions), Iché es familiaritzà amb el món de l'art, i En plena adolescència i ja a París, entrà en contacte amb els cercles surrealistes. Arran de l'esclat de la Segona Guerra Mundial i la posterior ocupació nazi, entrà a formar part de La Main à la Plume el grup surrealista de la Resistència, al costat de Léo Malet, Maurice Blanchard, Jean-François Chabrun, Marc Patin, Jacques Hérold, Tita, Manuel Viola i Gamón, Óscar Domínguez, Paul Éluard i Robert Rius i Lanolier, amb qui es casaria l'any 1941.
Model de René Iché, Víctor Brauner o Pablo Picasso, les seves primeres publicacions veieren la llum en el marc d'aquest grup surrealista. La seva primera obra, Au fil du vent, es publicà el 1942, un recull de poemes eròtics amb il·lustracions d'Óscar Domínguez. L'any següent publicà Y etagère en flamme, amb il·lustracions de Pablo Picasso. A finals del conflicte bèl·lic, Iché visqué la mort de la seva filla i la detenció, tortura i afusellament per part de la Gestapo del seu marit.
Posteriorment, Iché es va casar amb Manuel Viola i Gamón, amb qui es va traslladar de manera permanent a Espanya, tot instal·lant-se a Galapagar. Iché va ser la primera traductora de l'obra de Camilo José Cela al francès, i també fou la traductora de la correspondència d'Óscar Domínguez.
| «                   | Les dues (Maud Bonneaud i Laurence Iché) van estimar per sobre de tot la llibertat, les dues es van casar amb pintors espanyols, les dues moriren soles a Madrid i les dues foren muses d'una època. Potser l'època més brillant de l'art del segle xx. | » |
| — Miguel G. Morales | |   |

## Obres notables
- Au fil du vent (1942)
- Y etagère en flamme (1943)